# 履坦站
履坦站位于浙江省金华市武义县履坦镇，金温货线的一个车站。该站由金温公司运输部武义站管辖。现为五等站，办理列车通过、会让业务，不办理客、货运营业。车站于1993年1月29日开工、1994年10月3日竣工，并于1996年随金温铁路金缙段投入使用。该站区域内设有金温公司履坦站工区、护理青年林和面积2000多平方米的果树园。:50

## 图片

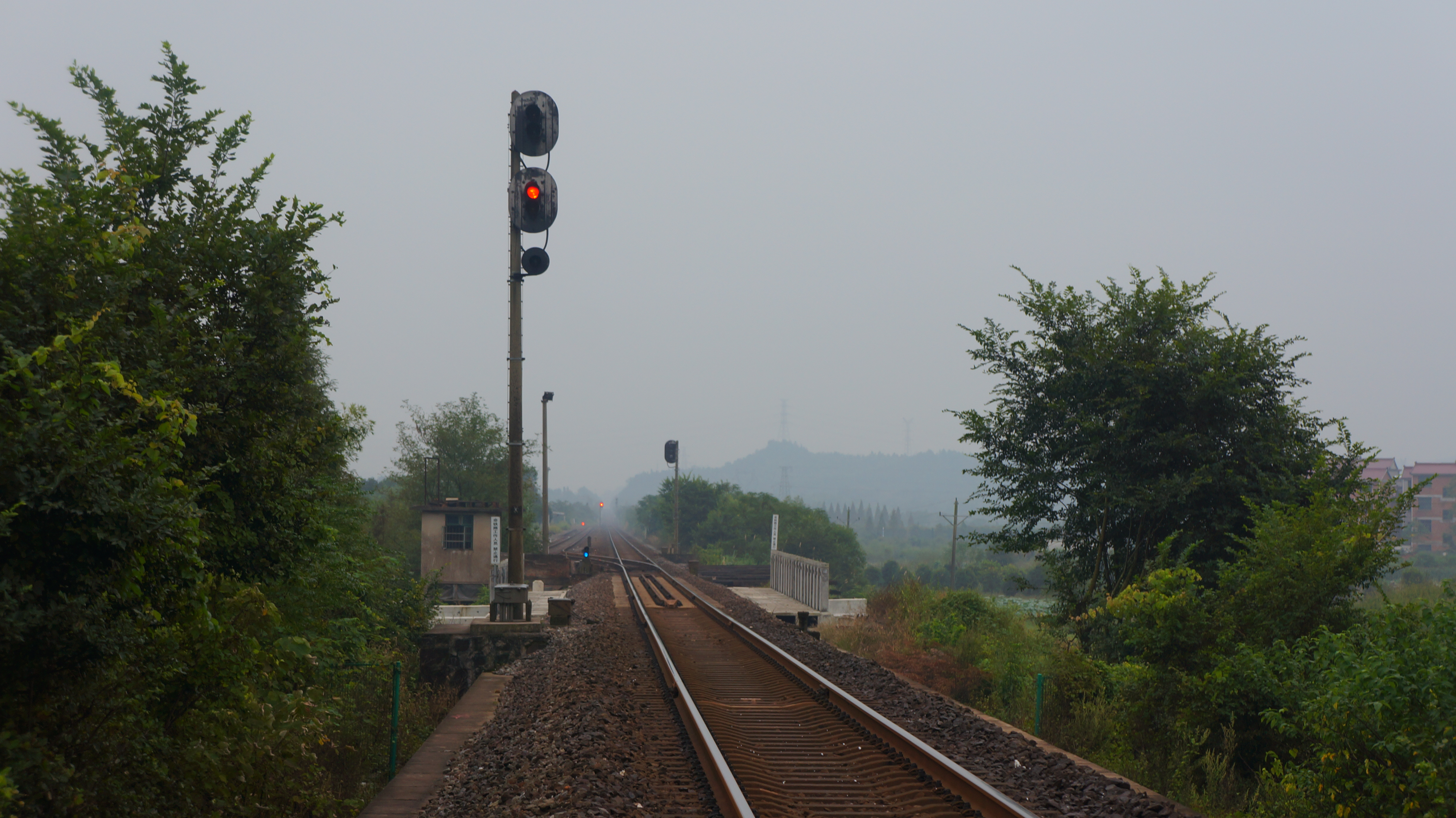
履坦站温州方向
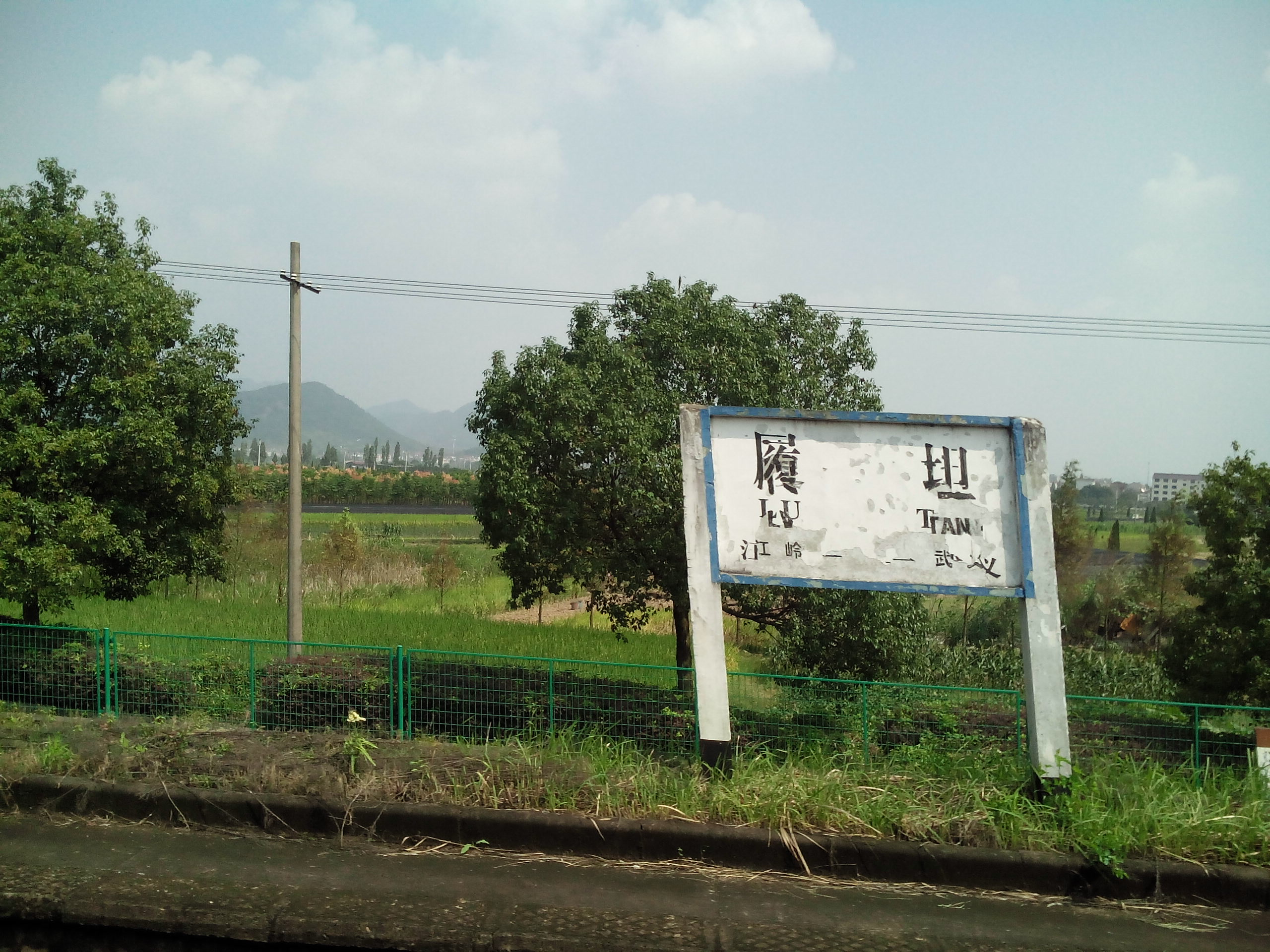
站牌（2014年10月）
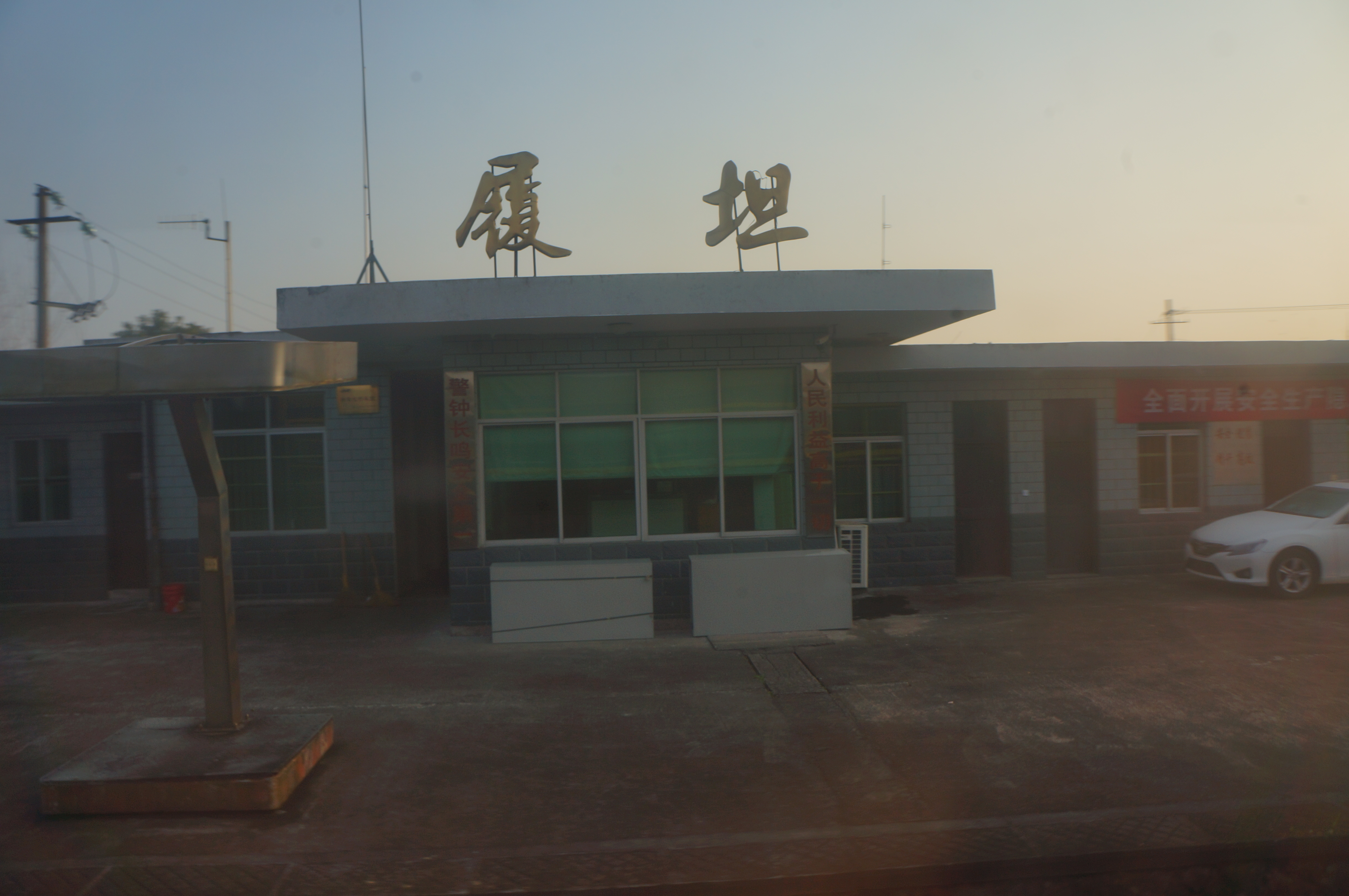
车站站房（2017年1月）
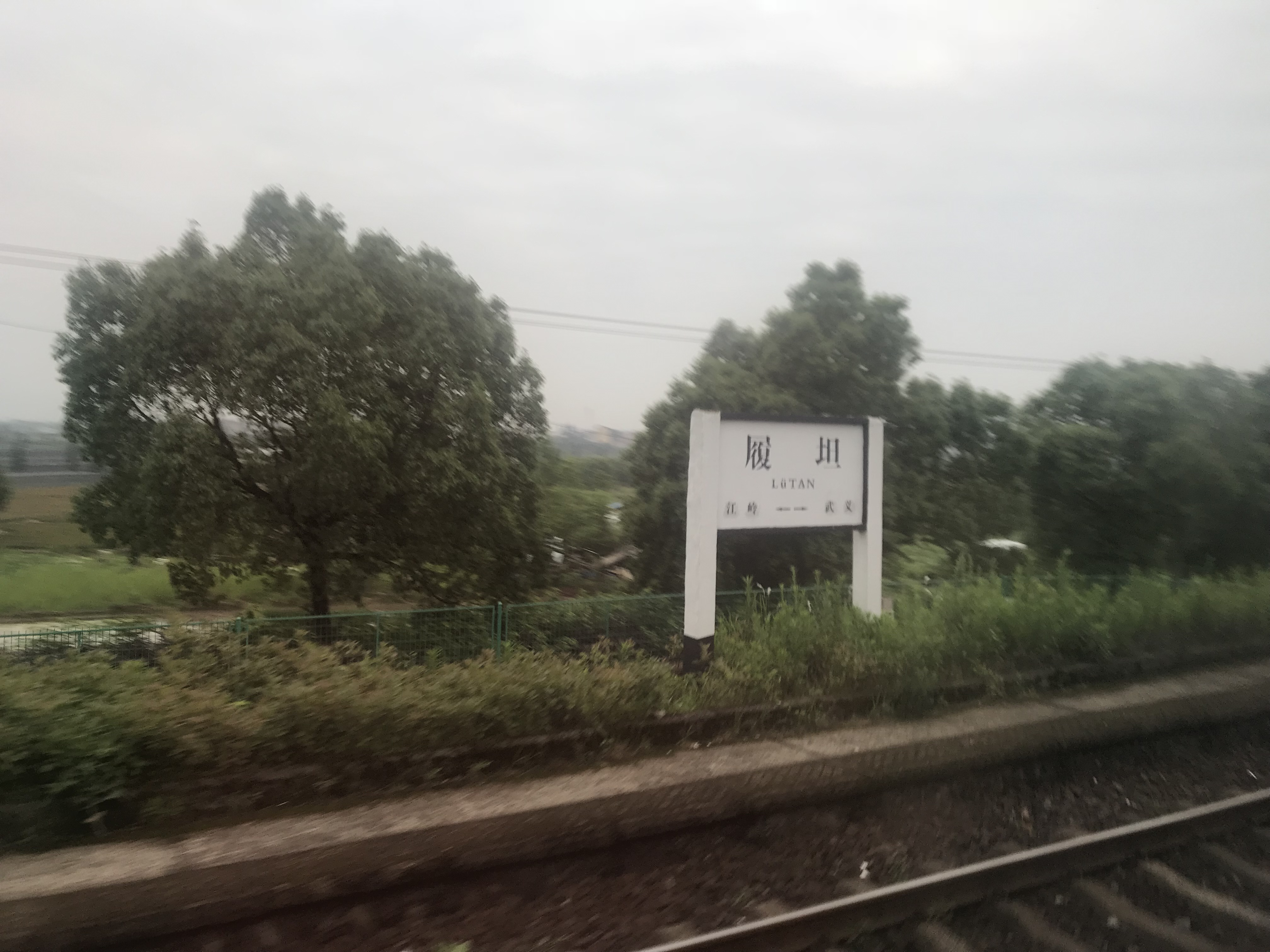
站牌（2018年5月）

## 岗头道口
岗头道口位于履坦站下行方向不远，是金温线和44省道的平交口。该道口曾多次发生危险事件。2013年4月2日，由上海铁路局道口办副主任赵越、公司副总经理林国平等组成的专家组，对武义县境内的金温线K28+214履坦岗头道口平改立工程设计方案进行评审。2013年12月，44省道塘头村至履坦镇路段开始改造，但道口部分以铁路方面“保证行车安全”为由而迟迟未动工，最终在原道口南侧新修建下穿立交。然而新修建的立交在雨天容易积水，致始部分车辆依旧选择岗头道口，造成道口附近交通堵塞；对此，武义公路段回应称“铁路桥下设有一个抽水泵房，前段时间有蛇进入泵房，把电线弄短路，水泵不能正常工作。现在线路已经修复，一般的雨天不会再出现积水。”